# Lampe
 (octobre 2016).
Pour les articles homonymes, voir Lampe (homonymie).

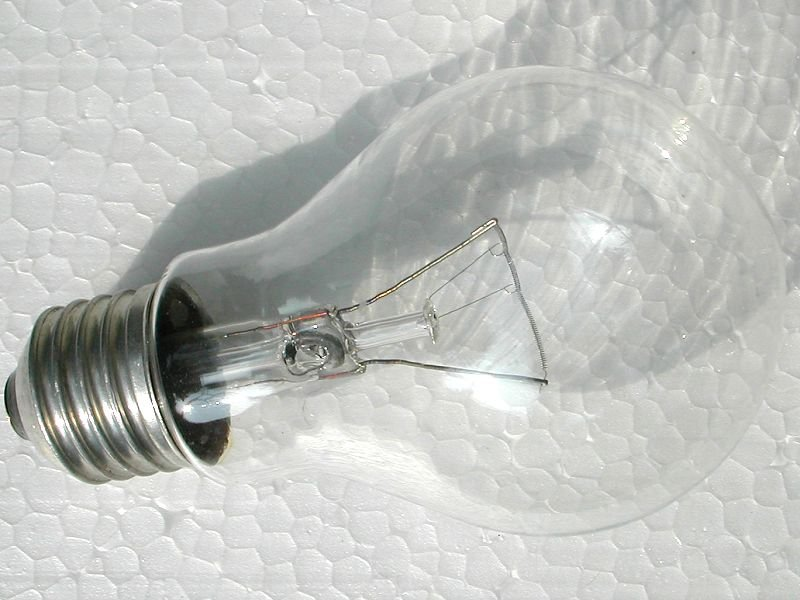
Lampe à incandescence

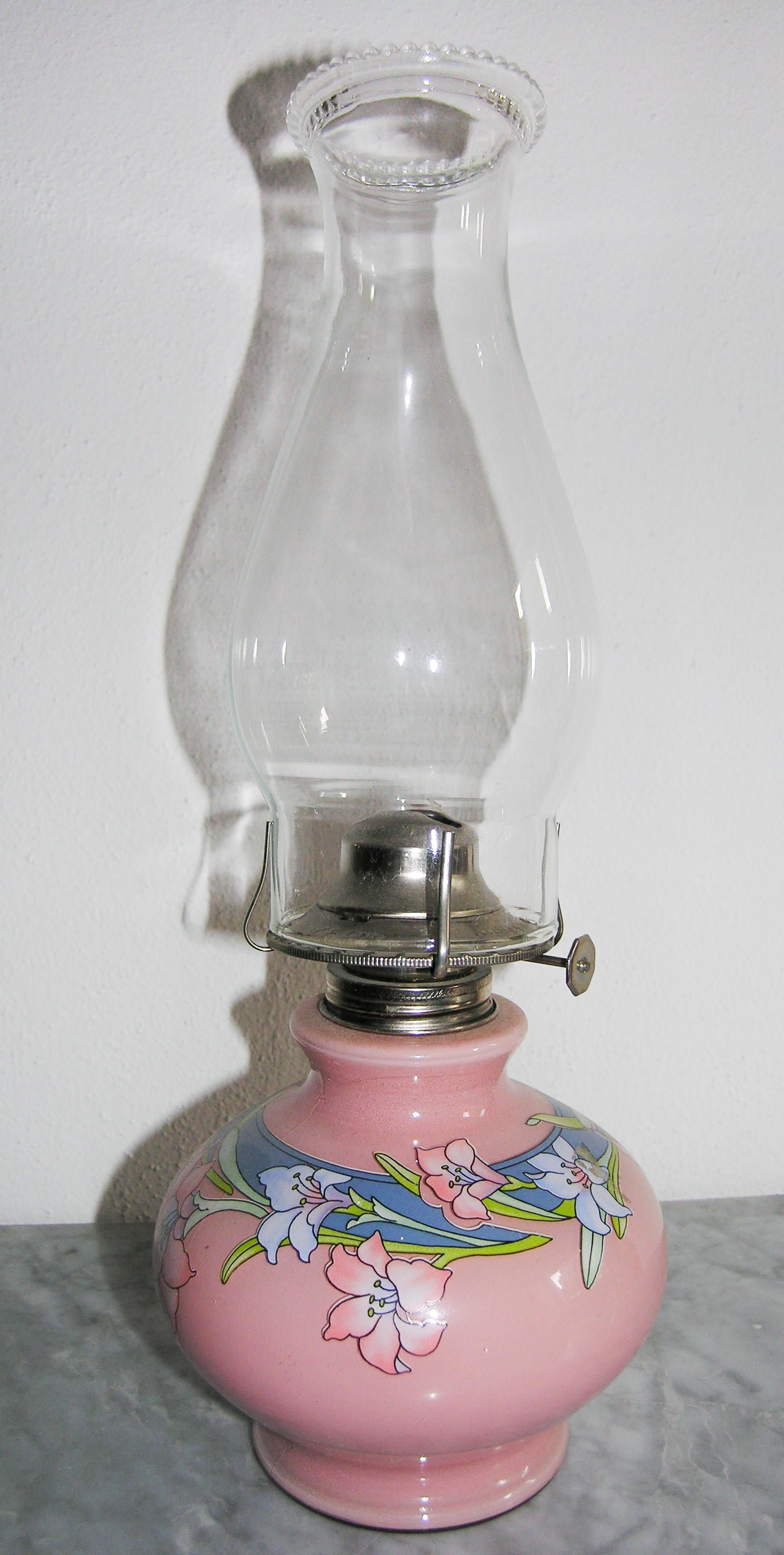
Lampe à pétrole

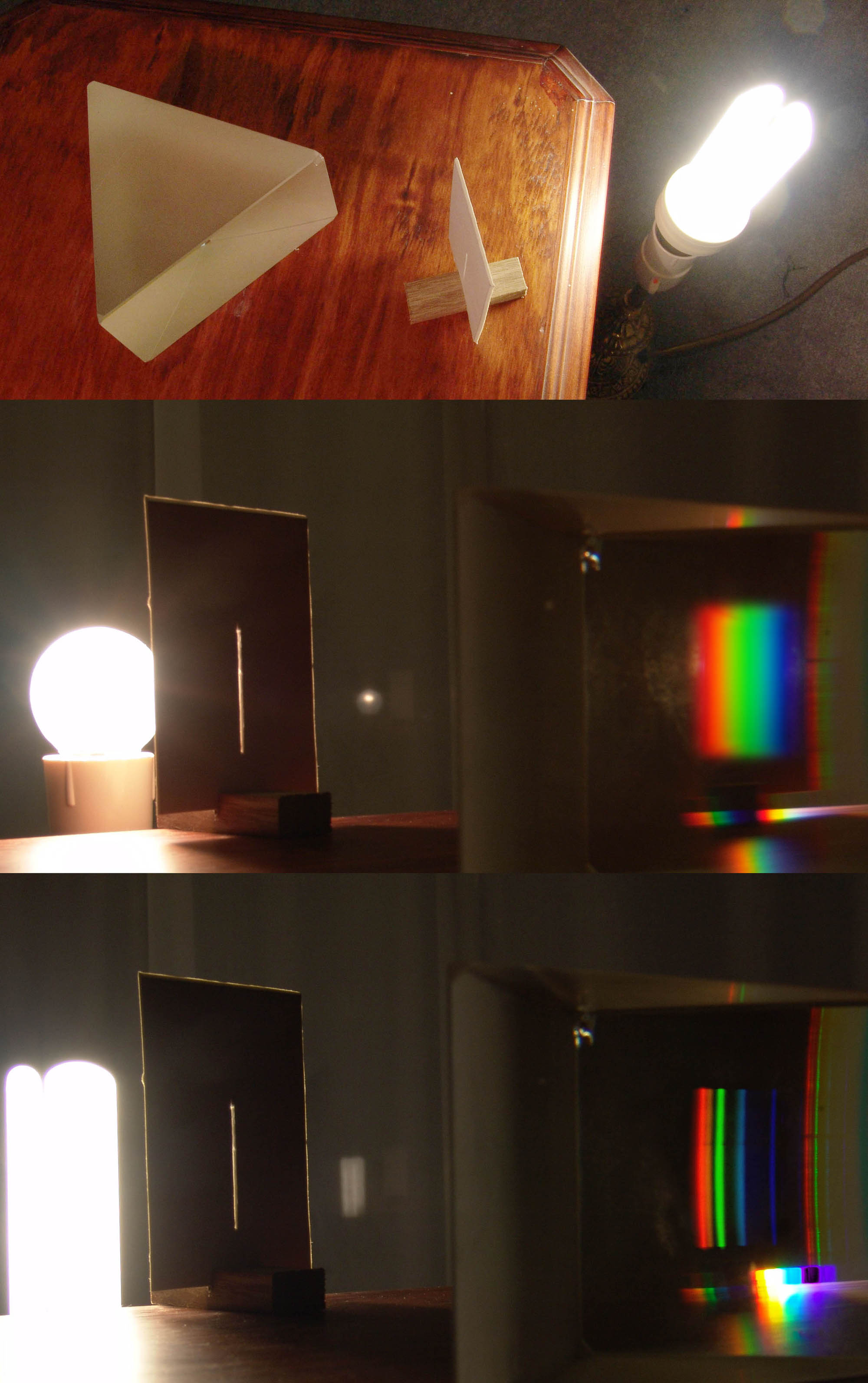
Le spectre émis détermine la couleur des objets et donc l'indice de rendu de couleur de la lampe.

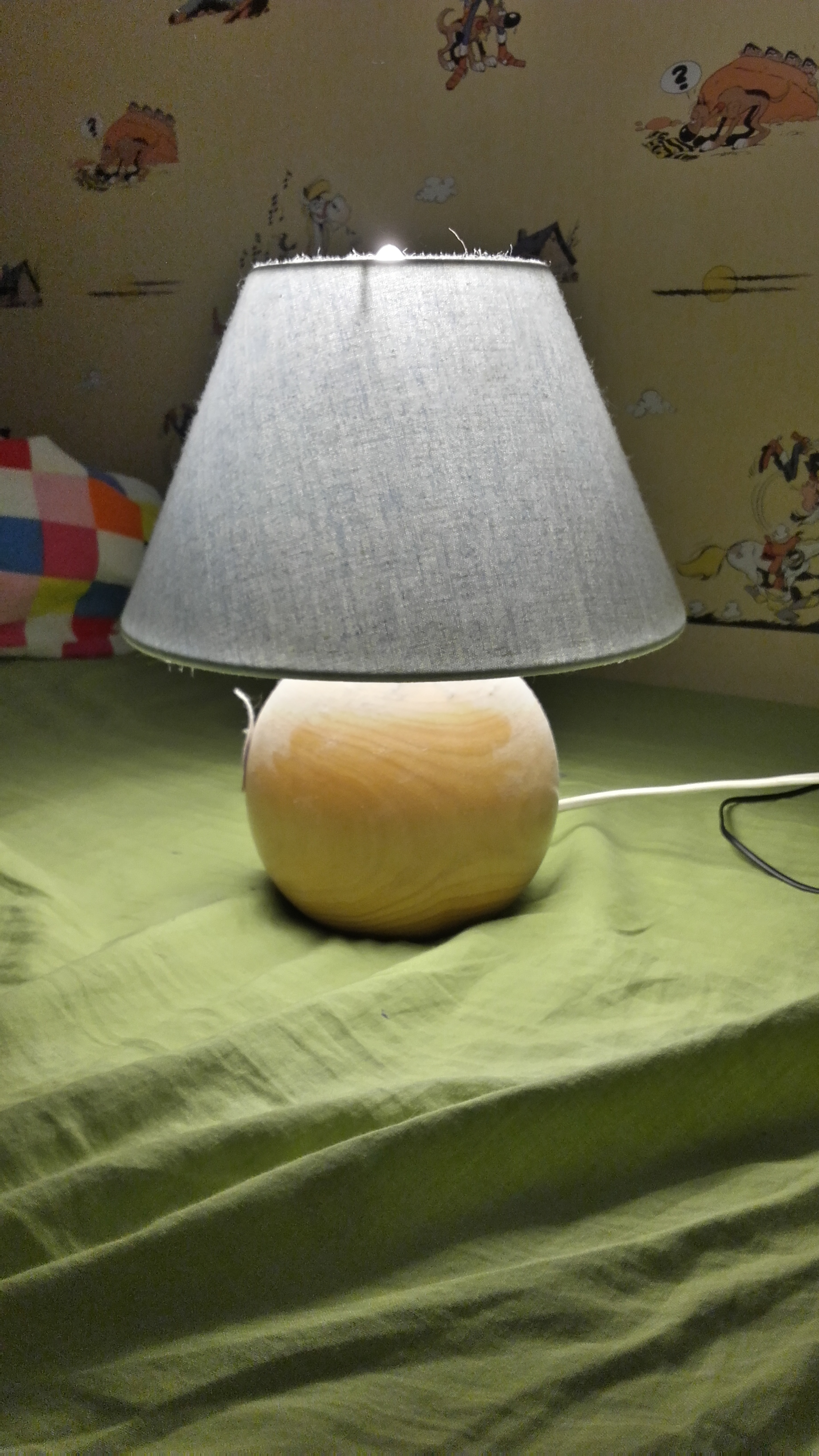
Une lampe de chambre

La lampe est un objet destiné à produire de la lumière, généralement polychromatique.
La lampe la plus ancienne est la lampe à huile. Depuis l'avènement de l'électricité, les lampes les plus utilisées sont les lampes à incandescence qui convertissent l'énergie électrique en énergie lumineuse.
Par extension, ce terme est utilisé pour désigner un objet destiné à supporter la lampe proprement dite ; on parle ainsi de lampe de chevet, de bureau, frontale, etc. Il désigne ainsi très souvent des objets d'art ou décoratifs servant à s'éclairer ou à brûler des essences odoriférantes.

## Historique

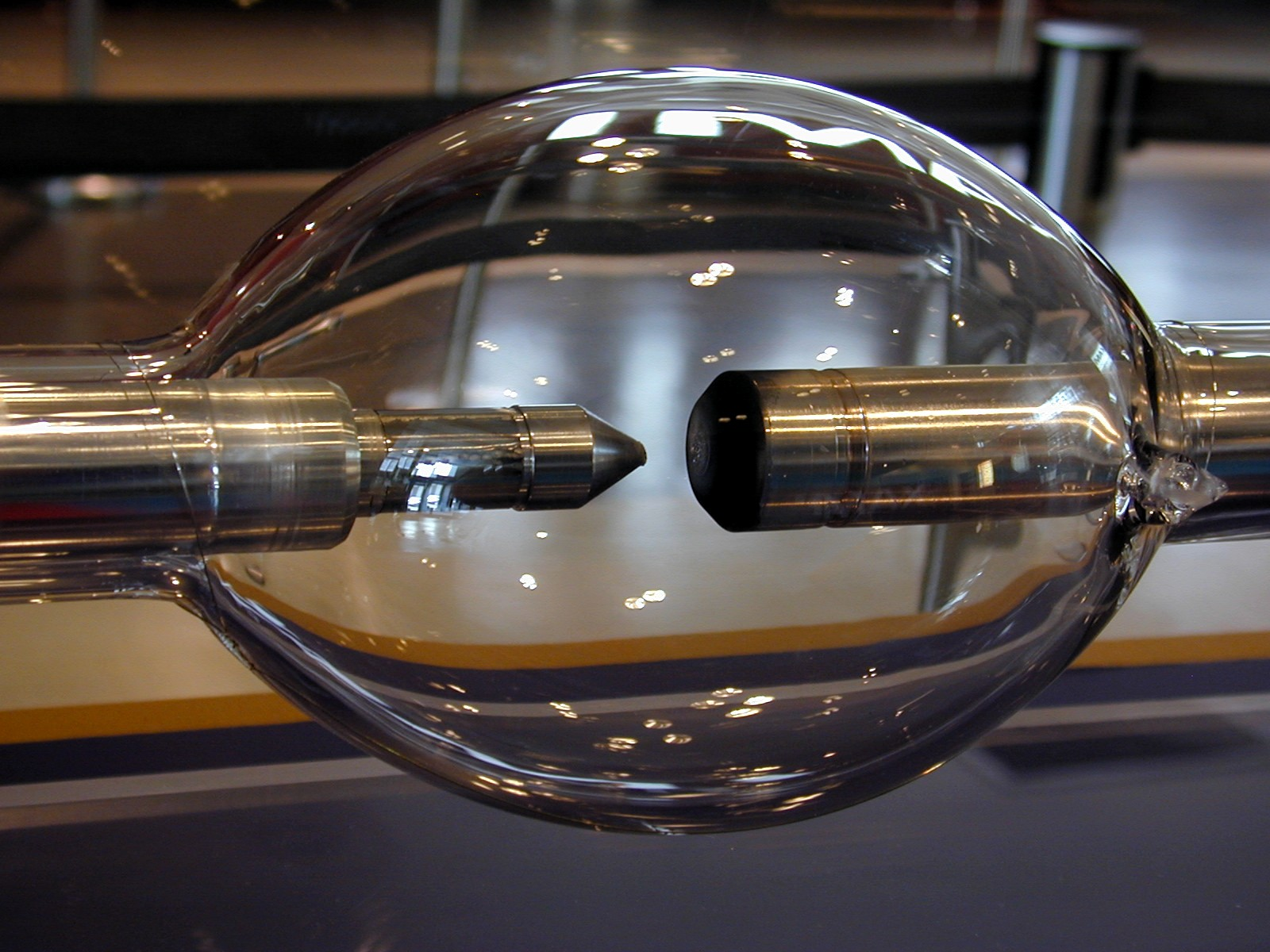
Lampe à arc au Xénon de 15 kW.

Les premières lampes étaient constituées d'un réservoir contenant un combustible (huile, paraffine, cire, pétrole) destiné à être brûlé en une petite flamme au bout d'une mèche.
Ces lampes étaient destinées à un usage local, voire individuel et portatif. Bien que peu performantes, l'humanité les a utilisées pour s'éclairer, lorsque la lumière prodiguée par le soleil faisait défaut.
Depuis les premières lampes électriques industriellement produites par Edison et destinées à remplacer les réverbères à gaz des villes, les lampes électriques ont beaucoup évolué et présentent aujourd'hui une grande diversité de techniques et de formes.

## Symbolismes et rituels
Peut-être parce qu'elles constituent un substitut au soleil, ou comme dispositif de mise en valeur, les lampes sont l'objet d'appropriations symboliques, de coutumes et de rituels.

## Différentes lampes
Les lumières peuvent venir de différentes matières. Leur spectre lumineux dépend donc de la matière ayant produit la lumière. Par exemple une lampe à incandescence pourra produire toutes les lumières, alors qu'une lampe à gaz se limite à certaines fréquences.
Inversement, un abat-jour peut éventuellement filtrer certaines fréquences et donc réduire la lumière. C'est le cas en particulier de ceux en verre orientables des lampes de banquier (également utilisées dans les bibliothèques) dont la partie blanche réflectrice concentre la lumière visible sur ce qui est à lire et la partie colorée extérieure en laisse passer une partie par transparence pour éviter aux yeux la fatigue du contraste trop violent que créerait un réflecteur opaque.

### Objets éclairants
- Lampe à acétylène
- Lampe à essence
- Lampe à huile
- Lampe à pétrole
- Lampe à gaz
- Lampe électrique
- Lampe à incandescence halogène
- Lampe à induction
- Bougie
- Lampe de Moser

### Objets incluant un dispositif éclairant
- Lampe de sûreté ou lampe de mineur: destinée aux mineurs, cette lampe permettait de détecter les zones de grisou, grâce aux fluctuations de sa flamme.
- Lampe-tempête : lampe à pétrole dont la flamme est protégée des intempéries.
- Lampe de poche : boîtier portable comportant une lampe à incandescence et fonctionnant avec une ou plusieurs piles
- Lampe inactinique utilisé pour le tirage photographique
- Lampe frontale
- Lampe de bureau
- Lampe de chevet
- Lampe à lave (ou lampe psychédélique), lampe à plasma : objets lumineux décoratifs
- Lampe Tiffany : lampe dont l'abat-jour est en vitrail à joint de plomb, très en vogue dans le style Art nouveau.
- Lampion
- Lanterne
- Réverbère ou lampadaire
- Candélabre
- Veilleuse
- Lampe anti-insectes

### Autres objets
Ces objets, dénommés lampes, n'ont pas pour objectif d'éclairer :
- lampe triode : tube électronique à trois électrodes, utilisée comme amplificateur électronique, notamment dans les anciens postes de radiodiffusion et télévision ;
- lampe germicide : lampe émettant dans l'ultra-violet, qui permet de tuer beaucoup de germes pathogènes ;

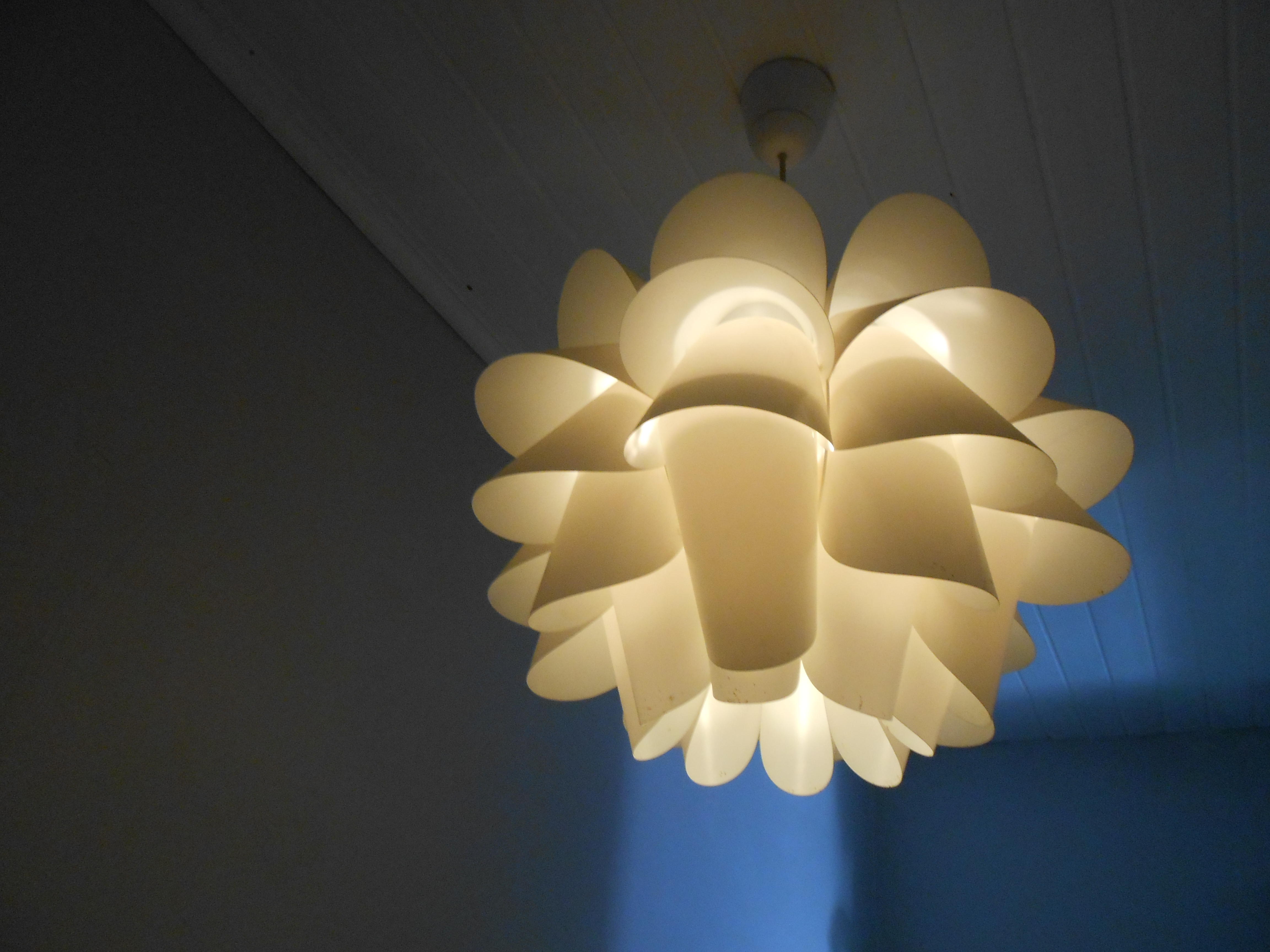
Lampe classique de maison européenne.

- Lampe classique de maison européenne.lampe Berger : marque déposée d'un brûle-parfum, désodorisant et désinfectant, sans diffusion de lumière.

Différents types de lampes
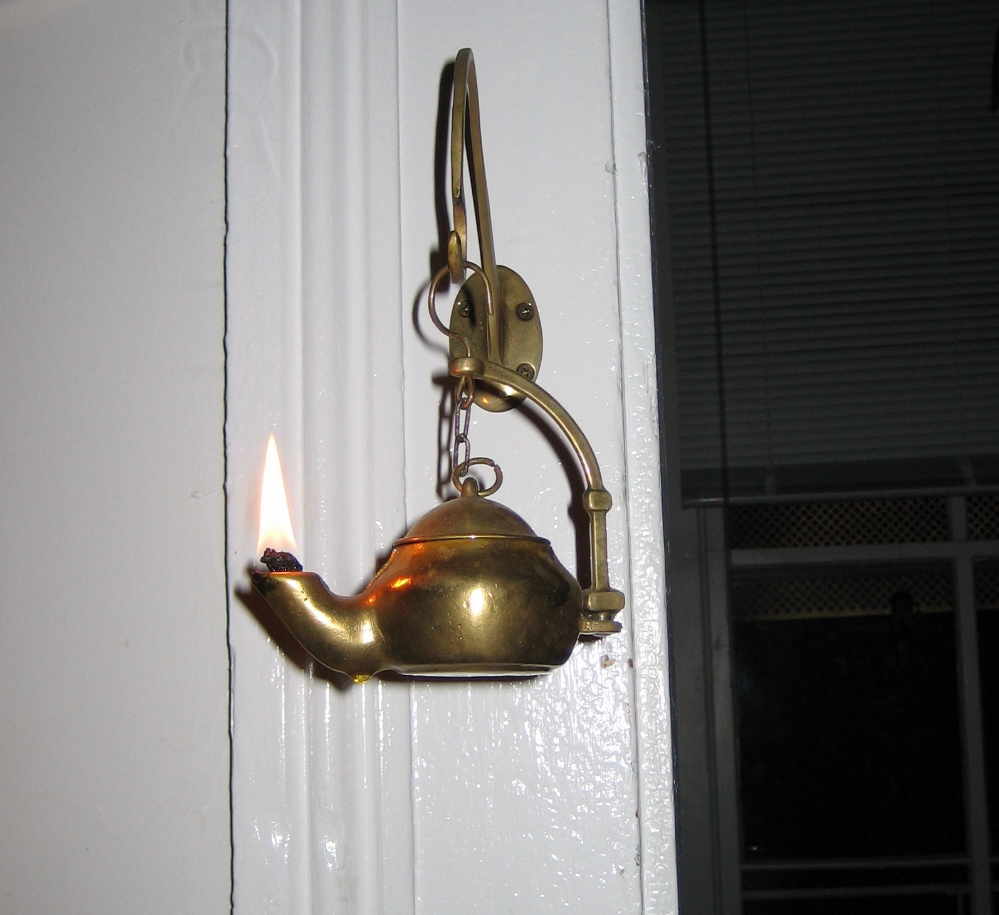
Lampe à huile rappelant un modèle antique
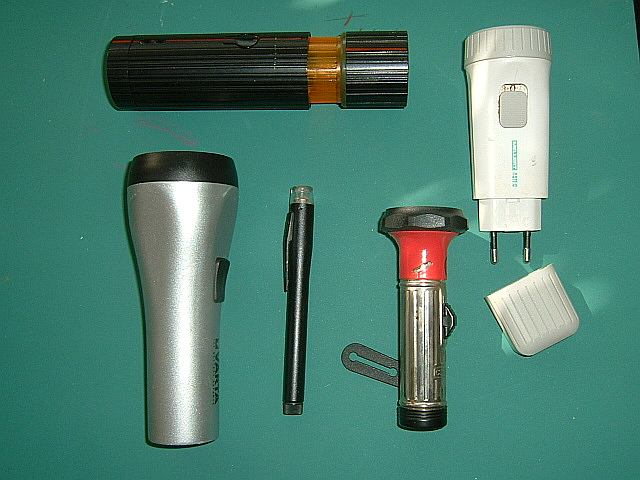
Lampes de poche
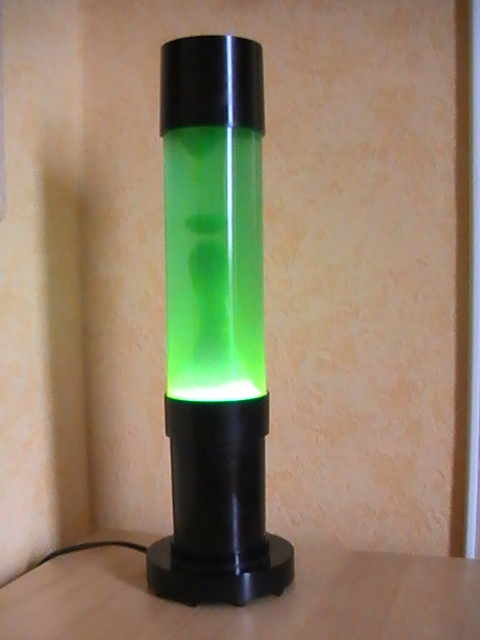
Lampe à lave
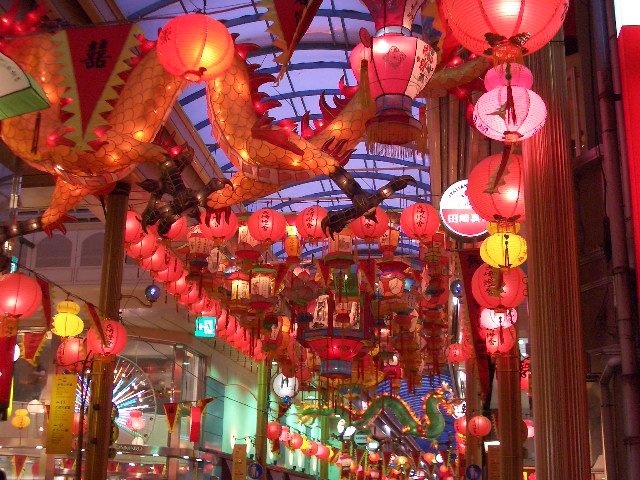
Festival de lampions à Nagasaki
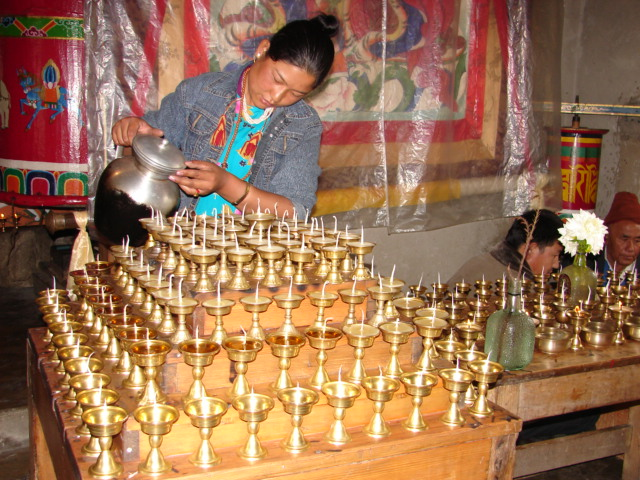
Remplissage des lampes dans un temple bouddhiste